# فینال‌های ان‌بی‌ای ۱۹۶۱
سری فینال‌های قهرمانی جهان ان‌بی‌ای ۱۹۶۱ مرحلهٔ قهرمانی اتحادیهٔ ملی بسکتبال در فصل ۶۱–۱۹۶۰ می‌باشد که در یک سری بهترین از هفت بین دو تیم بوستون سلتیکس به عنوان قهرمان بخش شرق و سنت لوئیس هاوکس، قهرمان بخش غرب به انجام رسید. این چهارمین دیدار این دو تیم در سری فینال‌های قهرمانی جهان بود. این همچنین پنجمین صعود متوالی سلتیکس به سری مسابقات قهرمانی بود و آن‌ها در رقابت با هاوکس با نتیجهٔ ۴–۱ به برتری رسیدند.
این آخرین حضور تیم هاوکس در سری فینال‌های ان‌بی‌ای تا فصل ۲۰–۲۰۱۹ است، این دومین دورهٔ خشکسالی دراز مدت بین تیم‌های راه‌یافته به فینال‌های ان‌بی‌ای برای حضور دوباره در این رقابت است. تیم نیکس که آخرین بار در فینال‌های سال ۱۹۵۱ حاضر شده و پس از آن دیگر نتوانسته به این مرحله برسد، طولانی‌ترین دورهٔ خشکسالی را در راه‌یابی دوباره به رقابت پایانی اتحادیهٔ ملی بسکتبال داشته‌است.

## خلاصه سری
| بازی   | تاریخ    | تیم میزبان      | امتیاز        | تیم مهمان       |
| ------ | -------- | --------------- | ------------- | --------------- |
| بازی ۱ | ۲ آوریل  | بوستون سلتیکس   | ۱۲۹–۹۵ (۱–۰)  | سنت لوئیس هاوکس |
| بازی ۲ | ۵ آوریل  | بوستون سلتیکس   | ۱۱۶–۱۰۸ (۲–۰) | سنت لوئیس هاوکس |
| بازی ۳ | ۸ آوریل  | سنت لوئیس هاوکس | ۱۲۴–۱۲۰ (۱–۲) | بوستون سلتیکس   |
| بازی ۴ | ۹ آوریل  | سنت لوئیس هاوکس | ۱۰۴–۱۱۹ (۱–۳) | بوستون سلتیکس   |
| بازی ۵ | ۱۱ آوریل | بوستون سلتیکس   | ۱۲۱–۱۱۲ (۴–۱) | سنت لوئیس هاوکس |

سلتیکس برندهٔ سری ۴–۱

### بازی ۱
| ۲ |

| Rapport |

| سنت لوئیس هاوکس ۹۵, بوستون سلتیکس ۱۲۹          |  |                                             |
| امتیاز بر پایه وقت: ۲۶-۳۰, ۲۲-۲۶, ۲۵-۳۵, ۲۲-۳۸ |  |                                             |
| امتیاز: Cliff Hagan ۳۳ ریباند: Cliff Hagan ۱۳  |  | امتیاز: Tom Heinsohn ۲۶ ریباند: بیل راسل ۳۱ |
| بوستون پیشتاز سری ۱ بر ۰                       |  |                                             |

### بازی ۲
| ۵ |

| Rapport |

| سنت لوئیس هاوکس ۱۰۸, بوستون سلتیکس ۱۱۶         |  |                                         |
| امتیاز بر پایه وقت: ۳۲-۲۷, ۲۰-۲۶, ۲۳-۳۱, ۳۳-۳۲ |  |                                         |
| امتیاز: Cliff Hagan ۴۰ ریباند: باب پتیت ۱۹     |  | امتیاز: باب کوزی ۲۶ ریباند: بیل راسل ۲۸ |
| بوستون پیشتاز سری ۲ بر ۰                       |  |                                         |

### بازی ۳
| ۸ |

| Rapport |

| بوستون سلتیکس ۱۲۰, سنت لوئیس هاوکس ۱۲۴            |  |                                         |
| امتیاز بر پایه وقت: ۳۱-۲۸, ۳۵-۳۸, ۳۱-۳۲, ۲۳-۲۶    |  |                                         |
| امتیاز: بیل راسل، Heinsohn ۲۴ ریباند: بیل راسل ۲۳ |  | امتیاز: باب پتیت ۳۱ ریباند: باب پتیت ۲۴ |
| بوستون پیشتاز سری ۲ بر ۱                          |  |                                         |

### بازی ۴
| ۹ |

| Rapport |

| بوستون سلتیکس ۱۱۹, سنت لوئیس هاوکس ۱۰۴           |  |                                         |
| امتیاز بر پایه وقت: ۲۸-۳۱, ۲۴-۲۵, ۳۹-۲۶, ۲۸-۲۲   |  |                                         |
| امتیاز: باب کوزی، Sanders ۲۲ ریباند: بیل راسل ۲۴ |  | امتیاز: باب پتیت ۴۰ ریباند: باب پتیت ۱۸ |
| بوستون پیشتاز سری ۳ بر ۱                         |  |                                         |

### بازی ۵
| ۱۱ |

| Rapport |

| سنت لوئیس هاوکس ۱۱۲, بوستون سلتیکس ۱۲۱         |  |                                         |
| امتیاز بر پایه وقت: ۳۹-۳۳, ۲۲-۲۹, ۲۳-۳۷, ۲۸-۲۲ |  |                                         |
| امتیاز: Cliff Hagan ۲۶ ریباند: باب پتیت ۱۱     |  | امتیاز: بیل راسل ۳۰ ریباند: بیل راسل ۳۸ |
| بوستون برندهٔ سری ۴ بر ۱ و قهرمان ان‌بی‌ای ۱۹۶۱   |  |                                         |